# Genista anglica
La gatiña u olaga gatina (Genista anglica) es una mata de la familia de las fabaceae.

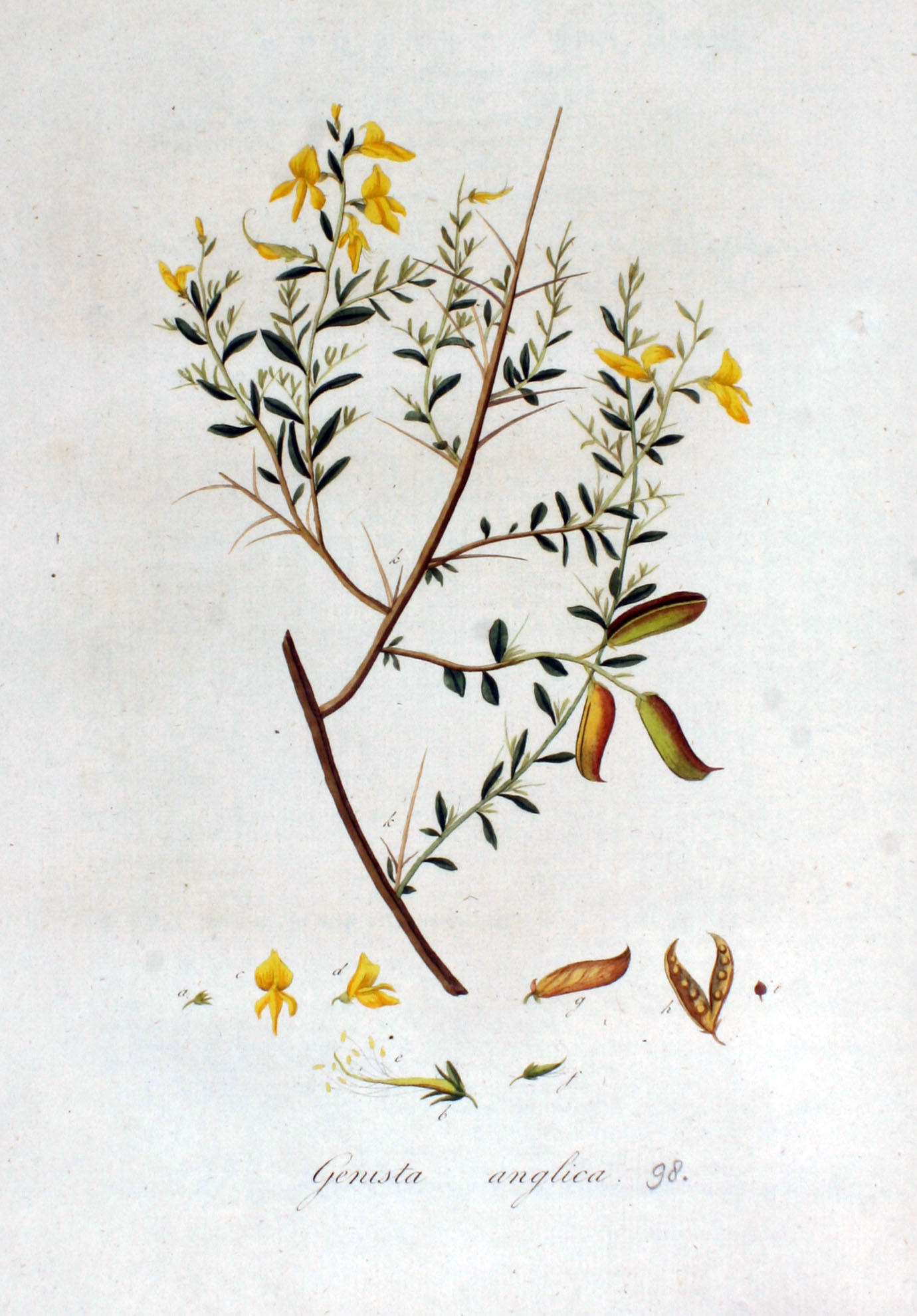
Ilustración

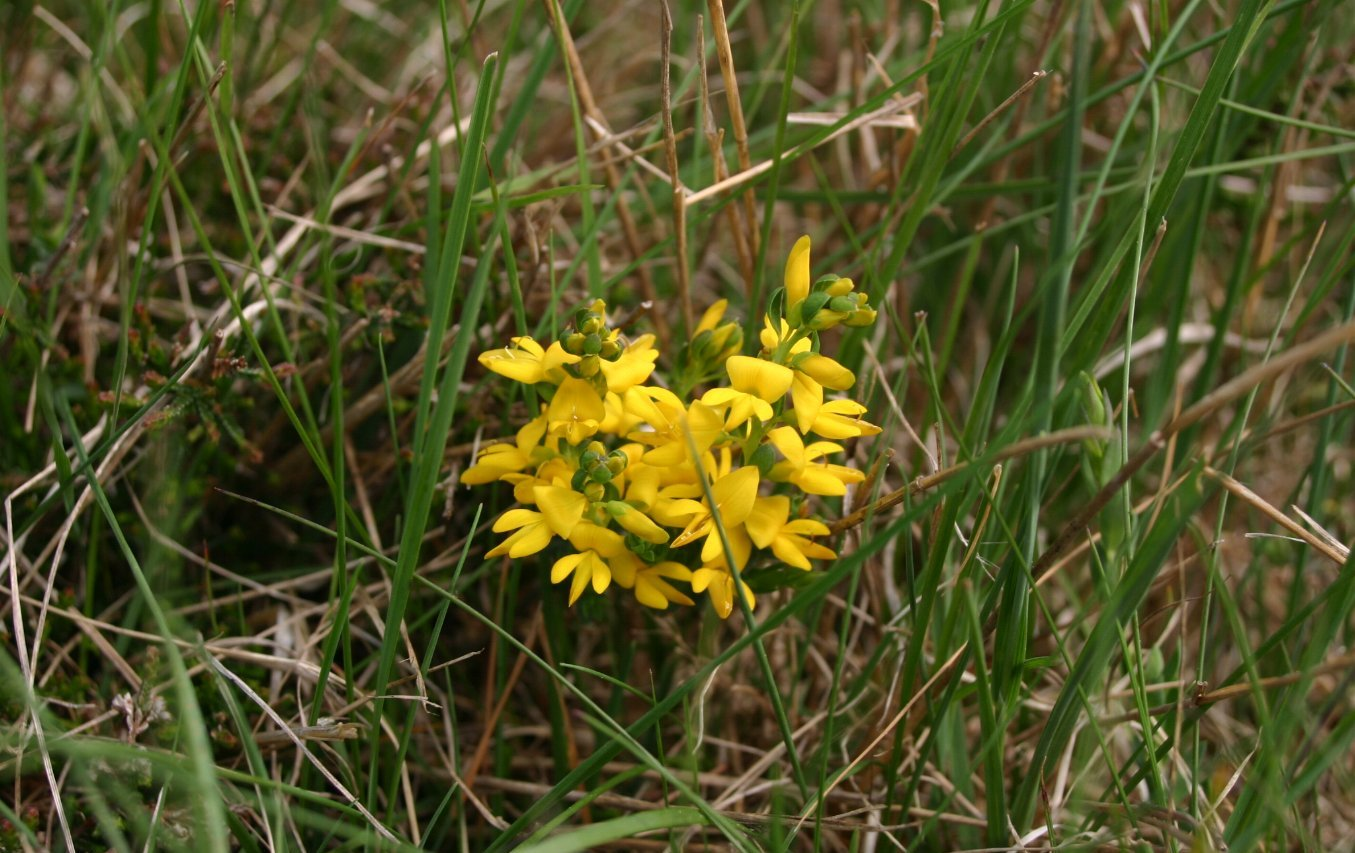
Inflorescencia

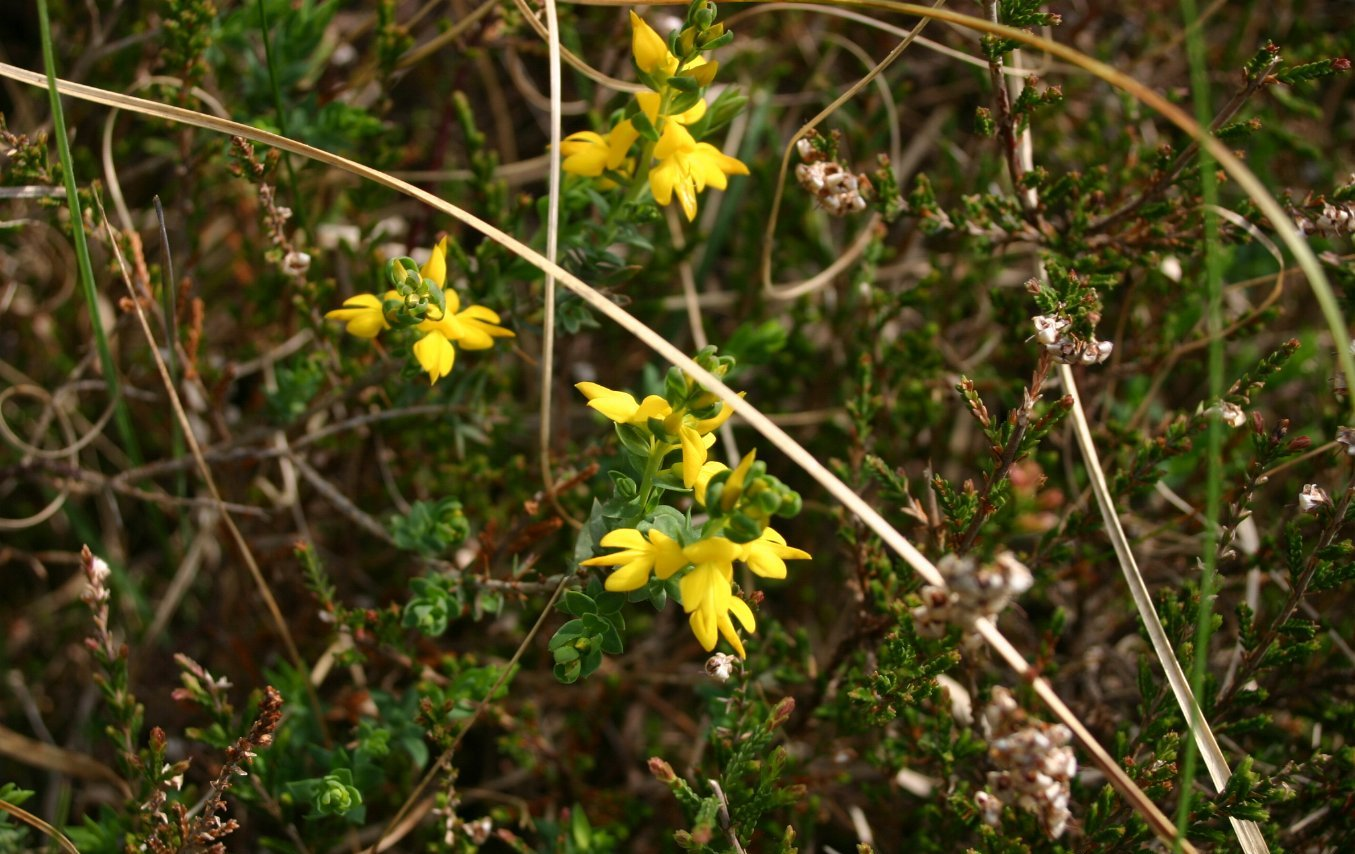
Hábitat.

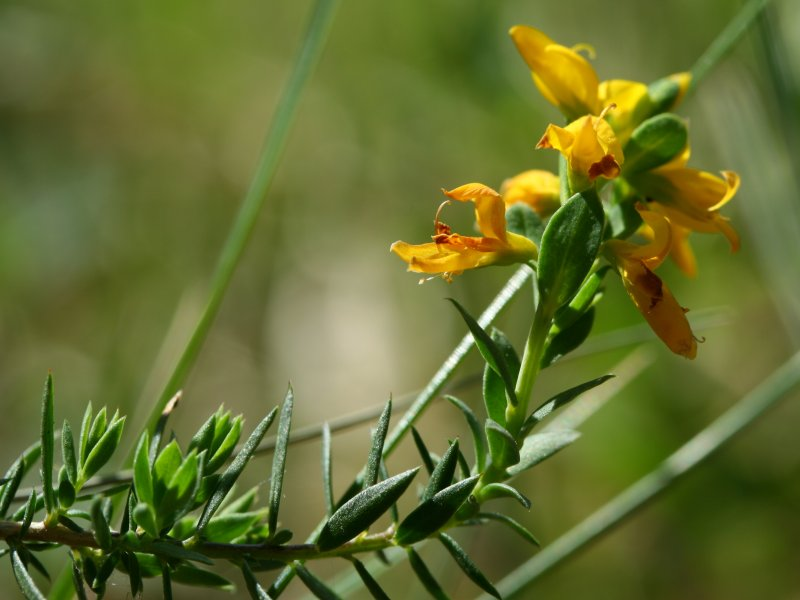
detalle, Photo by Kristian Peters

## Descripción
Mata espinosa, erguida y con espinas muy finas de 1 a 2 cm de longitud. Flores amarillas de unos 8 mm de longitud, en pequeños racimos. Puede tener hojas aparentemente simples o la de los tallos estériles a veces con 3 hojuelas, casi sentadas. Florece desde el invierno y en primavera.

## Hábitat
Se cría en brezales húmedos, prados encharcados en sustratos ácidos desde el piso inferior hasta unos 2.000 m. Se mezcla con frecuencia con el brezo, alternando con pastizales encharcables de cervuno y cerros.

## Distribución
Oeste y centro de Europa, Italia y noroeste de África. En la península ibérica está ampliamente repartida sobre todo por el norte, centro y oeste. En las montañas de Burgos, Soria, Palencia, León, Segovia, Ávila y Guadalajara.

## Taxonomía
Genista anglica fue descrita por Carlos Linneo  y publicado en Species Plantarum 2: 710. 1753.
Etimología
Genista: nombre genérico que proviene del latín de la que los reyes y reinas Plantagenet de Inglaterra tomaron su nombre, planta Genesta o plante genest, en alusión a una historia que, cuando Guillermo el Conquistador se embarcó rumbo a Inglaterra, arrancó una planta que se mantenía firme, tenazmente, a una roca y la metió en su casco como símbolo de que él también sería tenaz en su arriesgada tarea. La planta fue la  llamada planta genista en latín. Esta es una buena historia, pero por desgracia Guillermo el Conquistador llegó mucho antes de los Plantagenet y en realidad fue Godofredo de Anjou que fue apodado el Plantagenet, porque llevaba un ramito de flores amarillas de retama en su casco como una insignia (genêt es el nombre francés del arbusto de retama), y fue su hijo, Enrique II, el que se convirtió en el primer rey Plantagenet. Otras explicaciones históricas son que Geoffrey plantó este arbusto como una cubierta de caza o que él la usaba para azotarse a sí mismo. No fue hasta que Ricardo de York, el padre de los dos reyes Eduardo IV y Ricardo III, cuando los miembros de esta familia adoptaron el nombre de Plantagenet, y luego se aplicó retroactivamente a los descendientes de Godofredo I de Anjou como el nombre dinástico.
anglica: epíteto geográfico que alude a su localización en Inglaterra.
Sinonimia
Citología
Números cromosomáticos de Genista anglica  (Fam. Leguminosae) y táxones infraespecificos: 2n=48
Sinonimia
- Telinaria anglica (L.) C.Presl in Abh. Königl. Böhm. Ges. Wiss. ser. 5 3: 566 (1845)
- Listera anglica (L.) Fourr. in Ann. Soc. Linn. Lyon ser. 2 16: 357 (1868), nom. illeg.
- Genista minor Lam., Fl. Franç. ed. 2 2: 615 (1795), nom. illeg.[7]
- Genista ancistrocarpa Spach[8]

## Nombres comunes
- Castellano: ahulaga de bonales (Extremadura), aulaga, espino, gatiña (León), uña-gata (Burgos).[7] abulaga, abulaga ratera, ahulaga de bonales, ajestrino, arbulaga de los regajos, arbulaga merina, aulaga gatiña, espinariego, espineiro,  gatuña,  uñagata, árguma.[9][10]